# Konservative Kraft
Konservative Kräfte sind in der Physik Kräfte, die längs eines beliebigen geschlossenen Weges (Rundweg) keine Arbeit verrichten. An Teilstrecken aufgewendete Energie wird an anderen Strecken wieder zurückgewonnen. Das heißt, die kinetische Energie eines Probekörpers bleibt ihm am Ende erhalten.
Beispiele konservativer Kräfte sind zum einen solche, die wie die Gravitationskraft oder Coulombkraft des elektrischen Feldes durch konservative Kraftfelder (s. u.) vermittelt werden, zum anderen aber auch Kräfte wie z. B. Federkräfte, die nicht durch Kraftfelder im eigentlichen Sinn vermittelt werden. Da einer konservativen Kraft ein Potential zugeordnet werden kann, kann die Kraft nur vom Ort abhängen und nicht explizit von der Zeit (wie etwa dissipative Kräfte über die Geschwindigkeitsgrößen).
Bekanntestes Beispiel einer durch ein Kraftfeld vermittelten konservativen Kraft ist die Erdanziehungskraft. Die Kraft {\displaystyle F=-mg} ist gerade die negative Ableitung der potentiellen Energie z. B. als Näherung nahe der Erdoberfläche {\displaystyle W_{\mathrm {pot} }=mgh} nach der Höhe h. Egal auf welchem Weg man von einem Punkt auf Höhe {\displaystyle h_{1}} zu einem Punkt auf Höhe {\displaystyle h_{2}} gelangt, ist dabei immer dieselbe Arbeit {\displaystyle \Delta W=mg(h_{2}-h_{1})} aufzubringen. Die potentielle Energie bezieht sich dabei allerdings immer noch auf eine Probemasse m (oder Probeladung q im Fall des elektrischen Feldes), während das von der Probe unabhängige Skalarfeld {\displaystyle \Phi _{G}=W_{\mathrm {pot} }/m=g\cdot h} (bzw. {\displaystyle \Phi _{C}=W_{\mathrm {pot} }/q=E\cdot s} im Fall des elektrischen Feldes) das physikalische Potential an der betreffenden Stelle genannt wird und als solches eine äquivalente Darstellung des zugrundeliegenden Vektorfelds ist.
Das Gegenteil konservativer Kräfte sind nicht-konservative Kräfte, also solche, die längs eines in sich geschlossenen Weges Arbeit verrichten, und zwar umso mehr, je länger der dabei zurückgelegte Weg ist. Beispiele derartiger nicht-konservativer Kräfte sind zum einen Kräfte in nicht-konservativen Kraftfeldern wie etwa (magnetischen) Wirbelfeldern, zum anderen dissipative Kräfte (von lateinisch dissipare = zerstreuen), z. B. Reibungskräfte.
Die meisten physikalischen Systeme sind, da ihnen stets Energie durch Reibung und/oder nicht-konservative Kraftfelder (z. B. Wirbelfelder) verloren geht, nicht-konservativ. Erweitert man dagegen die Perspektive, indem man z. B. bei Betrachtung der Energieverluste durch Reibung auch die Energieinhalte angekoppelter Wärmereservoirs mit berücksichtigt, so bleibt die Energie am Ende doch immer in irgendeiner Form erhalten.

## Konservative Kraftfelder
Konservative Kraftfelder sind dem zuvor Gesagten folgend solche, in denen ein Probekörper beim Durchlaufen eines in sich geschlossenen Weges weder Energie gewinnt noch verliert.
Es lässt sich zeigen, dass die nachstehenden vier Charakteristika eines konservativen Kraftfelds {\displaystyle {\vec {F}}({\vec {r}})} einander äquivalent sind:
1. Die Arbeit entlang jeder beliebigen geschlossenen Kurve {\displaystyle C} innerhalb des Feldes ist gleich Null, also {\displaystyle \oint _{C}{\vec {F}}({\vec {r}})\cdot \mathrm {d} {\vec {r}}=0}.
2. Die Arbeit {\displaystyle W=\int _{S}{\vec {F}}({\vec {r}})\cdot \mathrm {d} {\vec {r}}} entlang eines beliebigen Weges {\displaystyle S} durch das Kraftfeld ist nur vom Anfangs- und Endpunkt des Weges, nicht aber von seinem Verlauf abhängig.
3. Es existiert ein skalares Feld {\displaystyle \Phi ({\vec {r}})}, welches das zugehörige Potential des Kraftfelds genannt wird, so dass sich die Kraft {\displaystyle {\vec {F}}({\vec {r}})} auch in der Form {\displaystyle {\vec {F}}({\vec {r}})=-Q{\vec {\nabla }}\Phi ({\vec {r}})} beschreiben lässt, d. h. als Gradientenfeld, mit {\displaystyle {\vec {\nabla }}} als dem Nabla-Operator, {\displaystyle {\vec {\nabla }}\Phi ({\vec {r}})} als dem Gradienten des Potentials und der Ladung oder Kopplungsstärke {\displaystyle Q}, die im Fall des elektrischen Felds die elektrische Ladung q des Probekörpers, im Fall des Gravitationsfelds seine Masse m ist.
4. Das Feld ist auf einem einfach zusammenhängenden Gebiet definiert und erfüllt dort die Integrabilitätsbedingung {\displaystyle \textstyle {\frac {\partial F_{k}}{\partial x_{i}}}={\frac {\partial F_{i}}{\partial x_{k}}}}. Dies bedeutet, dass die Rotation verschwindet, also {\displaystyle {\vec {\nabla }}\times {\vec {F}}({\vec {r}})={\vec {0}}} bzw. {\displaystyle \operatorname {rot} \,{\vec {F}}({\vec {r}})={\vec {0}}\,} ist.
Analog zum eben Gesagten werden in der Mathematik ganz allgemein Vektorfelder, die sich als Gradienten skalarer Felder beschreiben lassen, als konservativ bezeichnet, zusammengesetzt aus Potentialvektoren, denen auf Seiten der skalaren Ausgangsfelder die zugehörigen Potentiale gegenüberstehen.

### Potentiale und Potentialfelder
Der Begriff des Potentials wird in der Physik und Mathematik zum Teil unterschiedlich gebraucht.
So bezeichnet das Potential in der Mathematik ganz allgemein eine Klasse skalarer Ortsfunktionen bzw. Skalarfelder mit bestimmten mathematischen Eigenschaften, während es in der Physik nur den Quotienten der potentiellen Energie {\displaystyle W_{\mathrm {pot} }} eines Körpers an der Stelle {\displaystyle {\vec {r}}} und seiner elektrischen Ladung q bzw. Masse m definiert:
{\displaystyle \Phi _{C}({\vec {r}})={\frac {W_{\mathrm {pot} }({\vec {r}})}{q}}\quad {\text{bzw.}}\quad \Phi _{G}({\vec {r}})={\frac {W_{\mathrm {pot} }({\vec {r}})}{m}}}
Ein Potential im physikalischen Sinn {\displaystyle \Phi ({\vec {r}})} ist dabei stets auch eines im mathematischen Sinn, jedoch nicht umgekehrt: So sind sowohl das Gravitations- {\displaystyle \Phi _{G}} und Coulomb-Potential {\displaystyle \Phi _{C}} wie auch die potentielle Energie {\displaystyle W_{\mathrm {pot} }} in einem konservativen Kraftfeld ihrer mathematischen Natur nach Potentiale, im physikalischen Sinn jedoch nur die beiden erstgenannten.
Ähnlich verhält es sich mit der Terminologie bei den Gradienten von Potentialen, also den aus den jeweiligen Skalarfeldern {\displaystyle \Phi ({\vec {r}})} abgeleiteten Vektorfeldern also Beschleunigungsfeldern {\displaystyle {\vec {g}}({\vec {r}})={\vec {\nabla }}\Phi _{G}} bzw. {\displaystyle {\vec {E}}({\vec {r}})={\vec {\nabla }}\Phi _{C}}: Dennoch werden häufig auch die Kraftfelder {\displaystyle {\vec {F}}({\vec {r}})=m{\vec {\nabla }}\Phi _{G}} bzw. {\displaystyle {\vec {F}}({\vec {r}})=q{\vec {\nabla }}\Phi _{C}} als „Potentialfelder“ bezeichnet.

### Beispiel
Der Gradient der potentiellen Energie {\displaystyle W_{\mathrm {pot} }\ } an der Stelle {\displaystyle {\vec {r}}} liefert die an dieser Stelle wirkende und dem Prinzip des kleinsten Zwanges folgend stets in Richtung abnehmender potentieller Energie zeigende „rücktreibende“ Kraft {\displaystyle -{\vec {F}}({\vec {r}})}:
{\displaystyle {\vec {F}}({\vec {r}})=-{\vec {\nabla }}W_{\mathrm {pot} }({\vec {r}})}
In der Nähe der Erdoberfläche ist die potentielle Energie {\displaystyle W_{\mathrm {pot} }} einer Masse {\displaystyle m} in Höhe {\displaystyle h} über dem Boden unter Annahme einer für kleinen Höhenänderungen annähernd konstanten Erdbeschleunigung {\displaystyle g} gleich {\displaystyle mgh}. Ersetzt man, da es sich beim Gravitationsfeld der Erde um ein zumindest lokal radiales Feld handelt, den Ortsvektor {\displaystyle {\vec {r}}} durch die Höhe {\displaystyle h} und den Gradienten durch die Ableitung nach {\displaystyle h}, ergibt sich damit für die Schwerkraft die Formel:
{\displaystyle F(h)=-{\frac {\mathrm {d} }{\mathrm {d} h}}W_{\mathrm {pot} }(h)=-{\frac {\mathrm {d} }{\mathrm {d} h}}(mgh)=-mg}
Wie dem Vorzeichen des Resultats anzusehen, ist die Kraft {\displaystyle F(h)} der Richtung zunehmender Höhe entgegengesetzt.

## Lokale Konservativität

Magnetfeld eines stromdurchflossenen Leiters (Sicht entgegen der Stromrichtung)

Beim letzten der obengenannten vier Charakteristika konservativer Kraftfelder ist insbesondere auf das Kriterium des „einfach zusammenhängenden Gebiets“, also darauf zu achten, dass das Gebiet, anschaulich gesprochen, keine „Löcher“ oder ähnliche Definitionslücken enthält. Nicht „einfach zusammenhängend“ in diesem Sinn ist beispielsweise das Gebiet um einen stromdurchflossenen Leiter, dessen Magnetfeld zwar außerhalb des Leiters wie nachstehend definiert ist, für die z-Achse (0|0|z) selbst jedoch weder {\displaystyle {\vec {B}}} noch seine Ableitung existieren:
{\displaystyle {\vec {B}}(x,y,z)={\frac {\mu _{0}\,I}{2\pi }}\,{\frac {1}{x^{2}+y^{2}}}{\begin{pmatrix}-y\\x\\0\end{pmatrix}}}
So gilt zwar außerhalb des Leiters {\displaystyle \operatorname {rot} \,{\vec {B}}=0\ }. Dennoch verschwindet ein Ringintegral um die z-Achse nicht.
Integriert man zum Beispiel entlang des Einheitskreises, der durch
{\displaystyle \quad C:{\vec {r}}(\varphi )={\begin{pmatrix}\cos(\varphi )\\\sin(\varphi )\end{pmatrix}}\quad } mit {\displaystyle \quad 0\leq \varphi <2\pi }
parametrisiert wird, so erhält man als Wegintegral
{\displaystyle {\begin{aligned}\int _{C}{\vec {B}}\,\mathrm {d} {\vec {r}}&=\int {\vec {B}}({\vec {r}}(\varphi ))\cdot {\frac {\partial {\vec {r}}(\varphi )}{\partial \varphi }}\mathrm {d} \varphi \\&={\frac {\mu _{0}\,I}{2\pi }}\int _{0}^{2\pi }{\begin{pmatrix}-\sin(\varphi )\\\cos(\varphi )\end{pmatrix}}\cdot {\begin{pmatrix}-\sin(\varphi )\\\cos(\varphi )\quad \end{pmatrix}}d\varphi \\&=\mu _{0}\,I\neq 0\ \end{aligned}}}
Obwohl die Rotation {\displaystyle \operatorname {rot} \,{\vec {B}}} mit Ausnahme der Definitionslücke an der z-Achse überall verschwindet, ist das B-Feld dadurch nicht durchgehend konservativ. Da die Energie dennoch auf allen Pfaden erhalten bleibt, die die z-Achse nicht umschließen, spricht man hier einschränkend von lokaler Konservativität.

## Beweis der Äquivalenz der Kriterien
Wie anfangs bereits festgestellt, sind die vier Definitionen für ein konservatives Kraftfeld miteinander gleichbedeutend. Das erste Kriterium ist gerade die Definition einer konservativen Kraft aus der Einleitung, die anderen folgen daraus.

Zwei beliebige Wege in einem konservativen Kraftfeld

1. Davon ausgehend, dass die Arbeit entlang eines geschlossenen Pfades verschwindet, kann zunächst die Korrektheit des zweiten Kriteriums gezeigt werden. Man betrachte dazu zwei Wege {\displaystyle S_{1}} und {\displaystyle S_{2}} zwischen den Punkten 1 und 2 in einem konservativen Kraftfeld wie im Bild rechts:
Verläuft {\displaystyle C} von Punkt 1 über Weg {\displaystyle S_{1}} zum Punkt 2, dann über den Weg {\displaystyle S_{2}} zurück zum Punkt 1, so ergibt sich das Ringintegral über diesen Weg damit zu
{\displaystyle 0=\oint _{C}{\vec {F}}({\vec {r}})\cdot \mathrm {d} {\vec {r}}=\int _{1,S_{1}}^{2}{\vec {F}}({\vec {r}})\cdot \mathrm {d} {\vec {r}}+\int _{2,-S_{2}}^{1}{\vec {F}}({\vec {r}})\cdot \mathrm {d} {\vec {r}}}
Mit
{\displaystyle \int _{1,S_{1}}^{2}{\vec {F}}({\vec {r}})\cdot \mathrm {d} {\vec {r}}=-\int _{2,-S_{2}}^{1}{\vec {F}}({\vec {r}})\cdot \mathrm {d} {\vec {r}}=\int _{1,S_{2}}^{2}{\vec {F}}({\vec {r}})\cdot \mathrm {d} {\vec {r}}}
ist das dann und genau dann null, wenn
{\displaystyle \int _{1,S_{1}}^{2}{\vec {F}}({\vec {r}})\cdot \mathrm {d} {\vec {r}}=\int _{1,S_{2}}^{2}{\vec {F}}({\vec {r}})\cdot \mathrm {d} {\vec {r}}}
was gerade der Wegunabhängigkeit und damit der zweiten Definition für ein konservatives Kraftfeld entspricht.
2. Wenn {\displaystyle {\vec {F}}({\vec {r}})=-{\vec {\nabla }}V({\vec {r}})}, so ist
{\displaystyle \int _{1}^{2}{\vec {F}}({\vec {r}})\cdot \mathrm {d} {\vec {r}}=-\int _{1}^{2}{\vec {\nabla }}V({\vec {r}})\cdot \mathrm {d} {\vec {r}}=V(1)-V(2)}, unabhängig vom Weg S.
3. Wenn {\displaystyle {\vec {F}}({\vec {r}})=-{\vec {\nabla }}V({\vec {r}})}, so gilt für die Rotation
{\displaystyle {\vec {\nabla }}\times {\vec {F}}({\vec {r}})=-{\vec {\nabla }}\times {\vec {\nabla }}V({\vec {r}})={\begin{pmatrix}{\frac {\partial }{\partial x}}\\{\frac {\partial }{\partial y}}\\{\frac {\partial }{\partial z}}\end{pmatrix}}\times {\begin{pmatrix}{\frac {\partial V}{\partial x}}\\{\frac {\partial V}{\partial y}}\\{\frac {\partial V}{\partial z}}\end{pmatrix}}={\begin{pmatrix}{\frac {\partial ^{2}V}{\partial y\partial z}}-{\frac {\partial ^{2}V}{\partial z\partial y}}\\{\frac {\partial ^{2}V}{\partial z\partial x}}-{\frac {\partial ^{2}V}{\partial x\partial z}}\\{\frac {\partial ^{2}V}{\partial x\partial y}}-{\frac {\partial ^{2}V}{\partial y\partial x}}\end{pmatrix}}={\vec {0}}},
wobei der letzte Schritt wegen der Vertauschbarkeit der partiellen Ableitungen gemäß dem Satz von Schwarz zustande kam.
4. Nach dem Satz von Stokes gilt für eine Fläche A, die von einer geschlossenen Kurve C umschlossen wird
{\displaystyle \iint _{A}{\vec {\nabla }}\times {\vec {F}}\cdot \mathrm {d} {\vec {A}}=\oint _{C}{\vec {F}}\mathrm {\cdot } \mathrm {d} {\vec {r}}}.
Dieses Integral verschwindet für alle Kurven C dann und genau dann, wenn {\displaystyle {\vec {\nabla }}\times {\vec {F}}({\vec {r}})={\vec {0}}\ } ist.

## Energieerhaltung
In der klassischen Mechanik gilt für die kinetische Energie
{\displaystyle T={\frac {1}{2}}m{\vec {v}}^{2}},
wobei {\displaystyle {\vec {v}}} die Geschwindigkeit ist.
Mit dem zweiten Newtonschen Axiom
{\displaystyle {\vec {F}}=m{\dot {\vec {v}}}}
für konstante Massen {\displaystyle m} kann die Energie geschrieben werden.
{\displaystyle E=\int _{t_{1}}^{t_{2}}{\vec {F}}(t)\cdot {\vec {v}}(t)\,\mathrm {d} t=\int _{t_{1}}^{t_{2}}m{\dot {\vec {v}}}(t)\cdot {\vec {v}}(t)\,\mathrm {d} t}.
Dann gilt für den Weg von Punkt 1 zum Punkt 2 das Wegintegral
{\displaystyle \int _{1,S1}^{2}{\vec {F}}\cdot \mathrm {d} {\vec {r}}=m\int _{t_{1}}^{t_{2}}{\dot {\vec {v}}}(t)\cdot {\vec {v}}(t)\,\mathrm {d} t}.
Für die rechte Seite dieser Gleichung gilt
{\displaystyle \int _{t_{1}}^{t_{2}}{\frac {\mathrm {d} }{\mathrm {d} t}}{\frac {1}{2}}m{\vec {v}}^{2}(t)\mathrm {d} t={\frac {1}{2}}m{\vec {v}}^{2}(t_{2})-{\frac {1}{2}}m{\vec {v}}^{2}(t_{1})=T(t_{2})-T(t_{1})=T_{2}-T_{1}}.
Das bedeutet, dass die gesamte Arbeit, die bei der Bewegung aufgebracht wird, der Änderung der kinetischen Energie entspricht. Für die linke Seite gilt hingegen unter Verwendung der Eigenschaften konservativer Kräfte
{\displaystyle \int _{1,S1}^{2}{\vec {F}}\cdot \mathrm {d} {\vec {r}}=-\int _{1,S1}^{2}\nabla V\cdot \mathrm {d} {\vec {r}}=-V(r_{2})+V(r_{1})=-V_{2}+V_{1}}
und damit
{\displaystyle T_{2}-T_{1}=-V_{2}+V_{1}\ }
bzw.
{\displaystyle T_{1}+V_{1}=T_{2}+V_{2}\ }
was gerade dem Energieerhaltungssatz entspricht. Die Eigenschaft der Energieerhaltung ist auch der Grund, weshalb konservative Kraftfelder ihren Namen erhielten – die Energie ist konserviert.